# Изригване на Сейнт Хелънс през 1980 г.
Изригването на вулкана Сейнт Хелънс в щата Вашингтон, САЩ на 18 май 1980 г. е сред най-катастрофалните природни катастрофи в историята на Северна Америка.
Експлозията е с индекс 5 по скалата на вулканичния експлозивен индекс и е с обем 0,5 km³. За сравнение изригването на Везувий през 79 г. е 3,3 km³. Това е най-силното вулканично изригване в съвременната история на САЩ, тъй като изригването на Ласен Пийк от 1915 г. е по-малко от 0,10 km³. Експлозията на Сейнт Хелънс била предшествана от слаба сеизмична и вулканична активност два месеца преди това. Надигането на магмата към повърхността предизвиква издуване на северната страна на планината.
На 18 май в 8:32:17 ч. трус с магнитуд 5,1 разкъсва издутината и тя се срутва, предизвиквайки най-голямото свлачище, регистрирано някога. То поражда огромна експлозия от лава и пулверизирани нагорещени скали и пемза към езерото Спирит. След по-малко от час от кратера на Сейнт Хелънс изригва колона от пепел, прах и пемза на близо 24 km. (15 мили) в атмосферата. Близките 11 щата били застигнати от пепелния облак, а най-близките били обсипани с тънък слой от вулканична прах. В дните след изригването ледовете и снеговете по склоновете на Света Елена се стопяват, причинявайки серия от големи лахари, които достигат чак до река Колумбия на близо 80 km. (50 мили) от вулкана.
Приблизително 57 души загиват в огромната експлозия включително Хари Труман – пазач, Рейд Блекбърн – фотограф и Дейвид Джонстън – вулканолог. Стотици km². гора били превърнати в пустош, причинявайки щети на стойност от над 1 милиард долара. Хиляди животни били убити, а Света Елена става по-нисък с 401 метра.

## Събития преди изригването
Преди изригването си Сейнт Хелънс бил спящ вулкан от 1850 г. На 15 март 1980 имало серия от слаби земетресения, които показвали, че магмата под земята се движи нагоре. След няколко дни на 20 март под северния склон на вулкана е регистриран трус с магнитуд 4,2. След него земетресенията значително зачестяват. На 25 март се случва следващия голям трус, който достига магнитуд 5,1. До 27 март са регистрирани още 174 труса с магнитуд около 2,6.
През април и май земетресенията се усилват и достигат магнитуд 4 или повече, а някои от тях предизвикали малки лавини.
На 27 март започват слаби грундови изригвания (експлозии на пара, причинени от контакта на магмата с подземните води), които изхвърляли пара, пепел и парчета скали от вента на стария кратер и образуват нов кратер, широк 75 метра. Ерупционните колони на изригванията достигали височина от около 2,1 km. в атмосферата. Повечето засягали от 5 до 19 km. около кратера, но някои обхванали 240 km на юг до Бент, Орегон или на 459 km на изток до Спокейн, Вашингтон.
Следващите няколко изригвания предизвикали газови експлозии от централния вент. В тях се е генерирало статично електричество, което предизвиквало мълнии, достигащи до 3 km. дължина. 23 отделни и кратки експлозии на пепел засегнали вулкана на 30 март, а трусовете се усилили на 1 април. Надигането на магмата набляга повече на северния склон на вулкана и той се издува навън няколко седмици преди изригването. За няколко дни северната стена набъбва с 82 m. До края на април тя се издува с около 1,8 метра на ден и до средата на май обхваща повече от 120 метра от северния склон. Когато издутината се премества на север, върхът на вулкана постепенно потъва с няколко метра, което е ясно видимо. Тези промени на върха и по северната стена на кратера постепенно предизвикват цялостна деформация на конуса. Обемът му се увеличава с 0,13 km³.
Преди 18 май били регистрирани около 10 000 земетресения с концентрация на около 2,6 km. под издутината. Слаби изригвания на 16 май накарали издутината да понамалее, но още на следващия ден се издува отново, приближавайки максималния си размер.

## Свличане на северния склон
Рано сутринта на 18 май сеизмичните модели не показвали никаква промяна от предходните дни, а скоростта на издуване и изпускане на емисии и отровни газове не се повишила. В 8:32 сутринта земетресение с магнитуд 5,1 се случва точно под северния склон на вулкана и разкъсва издутината, предизвиквайки плъзгане на цялата северна страна надолу за около 7 – 20 секунди. Породеното свлачище е най-масивното в писаната история. Достига скорост от 249 km/h.
Когато породеният пирокластичен поток достига езерото Спирит, се извисява на 350 метра. Другата страна на потока достига река Тутъл, изпълвайки долината ѝ с отломки.
Обемът на свлачището и на пирокластичния поток е 0,7 km³. Средно около 27 km на север/северозапад от вулкана били изпълнени с отломки и скали, които достигат дълбочина над 1,6 km.
Когато свличащата се маса и пометените дървета се сблъскват с езерото Спирит, предизвикват цунами с височина около 180 m., които се разбиват в билото на север от езерото, увеличавайки височината му с 90 m. Когато водата се връща в басейна, повлича обгорените дървета, които постепенно го запълват.

## Пирокластични потоци
Свлачището поражда огромно напрежение около надигащата се магма във вулкана и няколко секунди след започването на свличането следва 24-мегатонна експлозия, която генерира енергия над 1800 пъти повече от тази на атомната бомба над Хирошима. Страничният взрив запраща скали и дървета под наклон от 180 градуса спрямо планината. Енергията, генерирана от взрива, поражда пирокластичен поток от свръхнагорещени скали и пулверизирана пепел. Първоначално се ускорява до 350 km. в час, но за няколко секунди достига скорост от 1080 km/h.
Огромният поток унищожава 600 km². гора на север от Сейнт Хелънс. Експлозията била чута чак в Британска Колумбия, Монтана, Айдахо и Северна Калифорния, но в близките райони като Портланд и Орегон взривът не бил чут. Това е предизвикано от реакция, породена от звуковите вълни, температурата на потока и движението на въздушните слоеве над местната топография. Огромният взрив изхвърля огромен облак от прах, отломки и разтопени скали, който излита в небето над Сейнт Хелънс няколко минути след експлозията. Пирокластичният поток причинил разрушения до 31 km от вулкана.
В обхвата на експлозията се различават 3 концентрични зони:
1. Зона на директния взрив – Обхваща най-вътрешната засегната зона, обхващаща средно 13 km. около вулкана. Тук почти всичко било пометено от пирокластичния поток, който не се отклонява от географските образувания.
2. Зона на капизиране – Тази зона обхваща до 31 km от Сейнт Хелънс. Тук потокът е повалил и разрушил всичко по пътя си, но в някаква степен се отклонявал от географските образувания. В тази зона повалените дървета сочат в посока на пирокластичния поток. Някои от тези дървета обаче не били повалени, а прекършени.
3. Зона на обгоряване – Това е най-външната зона от обхвата на взрива. Тук дърветата не били унищожени, нито повалени или прекършени. Те били обгорени от горещината на потока. Той се отклонявал в голяма степен от географските образувания и бил загубил по-голямата част от скоростта, температурата и силата си.

В следващия половин час след взрива от кратера излизала пепел и на всеки няколко минути по склоновете се спускали още пирокластични потоци, но много по-малки от първия. В седмиците и месеците след изригването по склоновете продължавали да се свличат пирокластични потоци със скорост до 240 km/h.

## Вертикално изригване
Докато първият пирокластичен поток все още се движел напред, от зеещия кратер на Сейнт Хелънс изригнала колона от фини частици пепел и пулверизирани скални частици, която първоначално достигнала височина от 19 km. Колоната нараствала и бълвала тефра в стратосферата в продължение на 10 часа. В близост до вулкана в ерупционната колона се натрупало статично електричество и се образували мълнии, които достигали до 2 – 3 километра дължина. Близките околности били обсипани с пепел и малко по обем пемза. Някои от мълниите предизвикали горски пожари. Няколко часа след страничния взрив част от ерупционната колона рухнала и произвела още пирокластични потоци, някои от които стигали до 5 km от Сейнт Хелънс. Малко след това други бавнодвижещи се пирокластични потоци потекли на север от кратера. Те се състояли от пемза, вулканични бомби и свръхнагорещена пулверизирана пепел. Вятърът отвял голяма част от пепелния облак на североизток от вулкана. До 9:45 облакът достигнал Ямака, Вашингтон. Там паднали средно между 100 и 130 mm. прах и пулверизирана пепел. Няколко часа по-късно облакът достигнал Спокейн, Вашингтон, който за няколко часа се потопил в мрак. Там паднали средно 13 mm. прах. Продължавайки на изток, пепелният облак достигнал западната част на Националния Парк Йелоустоун в 22:15. На следващия ден достигнал Денвър, Колорадо, Минесота и Оклахома, а част от облака обиколила Земята в рамките на 2 седмици. През 9-те часа на най-интензивната вулканична дейност около 540 милиона тона пепел паднали на площ от 57 000 km². Общият обем на изригването бил около 1,3 km³.

## Странични ефекти и последици
Изригването стопило ледените и снежните шапки в околностите около вулкана и причинило серия от горещи кални потоци, наречени лахари. Те се движели с около 140 km/h. и повличали останки от къмпинги, лагери и дървета, които допълнително увеличавали силата на калните потоци. Ледените шапки се смесвали с тефра и предизвикали по-гъсти и по-бавни потоци (с около 4,8 km/h) в посока североизточно от вулкана. Някои от калните потоци достигнали дълбочина до 7 метра.
В годините след изригването имало още няколко лахара, които отнесли част от отломките в коритата на близките до вулкана реки. След изригването Сейнт Хелънс става с 401 метра по-нисък. Страничният взрив унищожил дървета за 300 000 къщи и отнело седмици и дори месеци да бъде разчистена натрупалата тефра в околните градове. Стойността на нанесените щети от изригването и страничните ефекти се оценява 1,1 милиарда долара.

## Период на активност
Само няколко дни след основното изригване, на 25 май в 2:30 сутринта настъпило следващо изригване. То изхвърлило колона от пепел и прах на 9 km. в атмосферата. Изригването също е предшествано от земетресения. То настъпило по време на буря и силният вятър отвял облака на изток и запад от вулкана. В 19:15 на 12 юни последвало второ изригване, което запратило пепел на 4 km. височина. В 21:09 много по-силна експлозия извисила колоната на 16 km. Изригването изградило лавов купол, който се извисил на 61 метра в рамките на една седмица. На 22 юли имало серия от масивни експлозии. Те били предшествани от издуване на купола, повишаване на излизащия от кратера отровен газ и серия от сеизмични трусове. Първото изригване станало в 17:14, което за около час извисило ерупционната колона на 16 km. Следващата експлозия станала в 18:25, а последната – в 19:01. Те продължили повече от 2 часа и извисили колоната още повече. На 7 август в 16:26 слабо изригване поражда облак пепел, който се извисява на 13 km. в атмосферата. То породило малки пирокластични потоци, които засегнали северните подножия на Сейнт Хелънс. След 2 месеца затишие вулканът отново изригнал на 16 октомври и затихнал чак на 18. Това изригване извисило ерупционната си колона на 16 km. Тези изригвания наслагват слоеве пепел и лава върху купола и той се извисява на 240 m. В годините между 2004 и 2008 г.
Сейнт Хелънс се активизира отново със серия от много по-слаби изригвания на лава и пепел. Последното изригване на вулкана е през януари 2008 г.
- Схема на свличането